# كانيليخاس

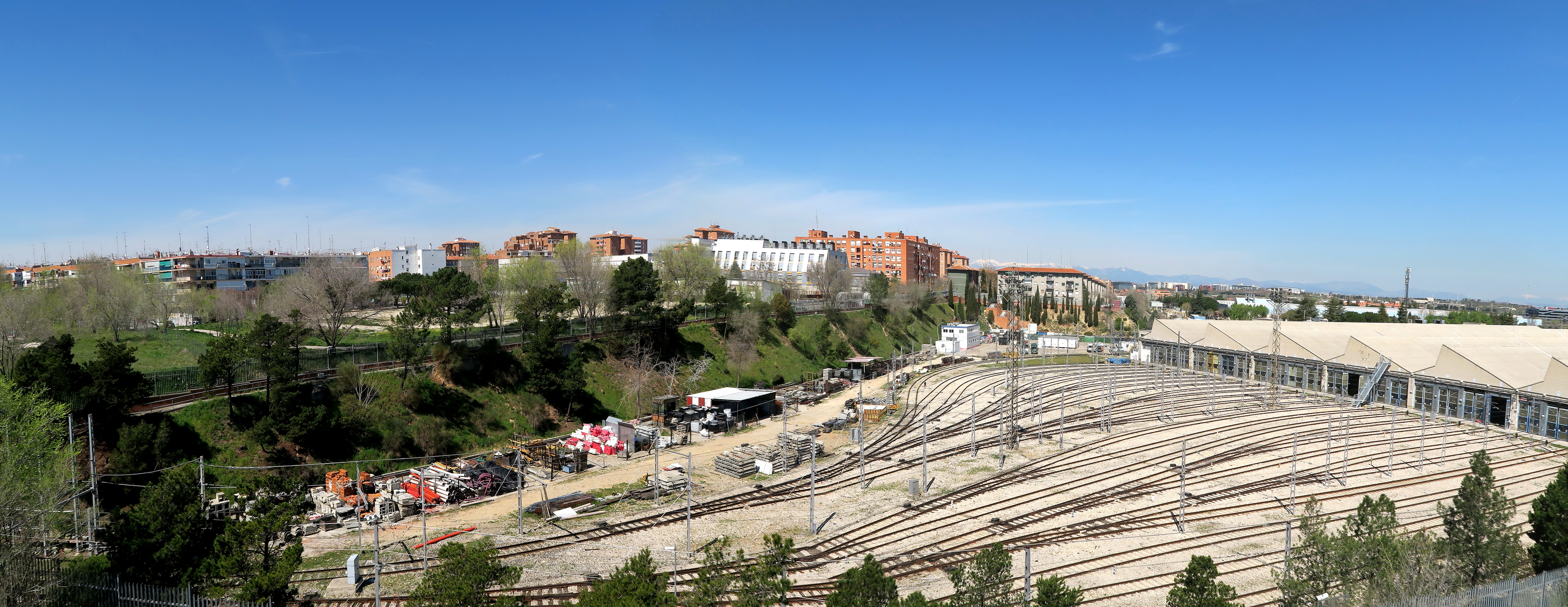
مرائب كانيليخاس البانورامية والمترو.

كانيليخاس (بالإسبانية: Canillejas)‏ هو حي يقع في شرق مدريد في إسبانيا، وهو موجود في مقاطعة سان بلاس.